# Соколна (резерват)
Вижте пояснителната страница за други значения на Соколна.
Соколна е резерват, част от Национален парк Централен Балкан, България.

## Основаване и статут
Обявен е за резерват с обща площ 1250 хектара със Заповед No.501 на Комитета за опазване на природната среда при Министерски съвет от 11.07.1979 година, с цел опазването на ценните представители на растителния и животинския свят.

## Местоположение
Намира се в Стара Планина, на територията на Община Павел баня, област Стара Загора между селата Скобелево и Асен. Разположен е на площ от 1250 хектара и обхваща част от планинския масив Триглав, долината на река Соколна и водосбора на Кюй дере.

## Флора
На територията на резервата се намира най-голямото тисово насаждение в България. Горите са образувани основно от дъб, габър, мъждрян, явор. В резервата са съхранени много редки или застрашени от изчезване растения като старопланинска иглика, жълт планински крем, старопланински еделвайс. Смята се, че на територията се срещат над 500 растения, между които са и естествените находища на люляк и хвойна.

## Фауна
Най-многобройните представители на животинския свят в резервата са птиците. В резервата могат да бъдат видени над 40 вида птици като от тях три са застрашени от изчезване. Срещат се скален орел, ловен сокол, сокол скитник, голям и малък ястреб, бухал и улулица.